# Santa Cruz de Lorica
Santa Cruz de Lorica, o semplicemente Lorica, è un comune della Colombia facente parte del dipartimento di Córdoba.
Il centro abitato venne fondato da Antonio de la Torre y Miranda nel 1740.